# 1983 en Saskatchewan
Chronologie de la Saskatchewan
- 1979
- 1980
- 1981
- 1982
- 1983
- 1984
- 1985
- 1986
- 1987

Cette page concerne des événements d'actualité qui se sont produits durant l'année 1983 dans la province canadienne de la Saskatchewan.

## Politique
- Premier ministre : Grant Devine
- Chef de l'Opposition :
- Lieutenant-gouverneur : Irwin McIntosh
- Législature :

## Événements
- 17 janvier : le député saskatchewanais de Thunder Creek (en) Colin Thatcher (en) démissionne comme ministre de l'énergie et des mines suivant plusieurs bien-publicised en dispute avec le Premier ministre Grant Devine.
- 21 janvier : JoAnn Wilson (en), ex-femme du député du Parti progressiste-conservateur saskatchewanaise de la circonscription de Thunder Creek (en), Colin Thatcher (en), est assassinée dans sa demeure en Regina. Colin sera accusé du Meurtre.

## Naissances

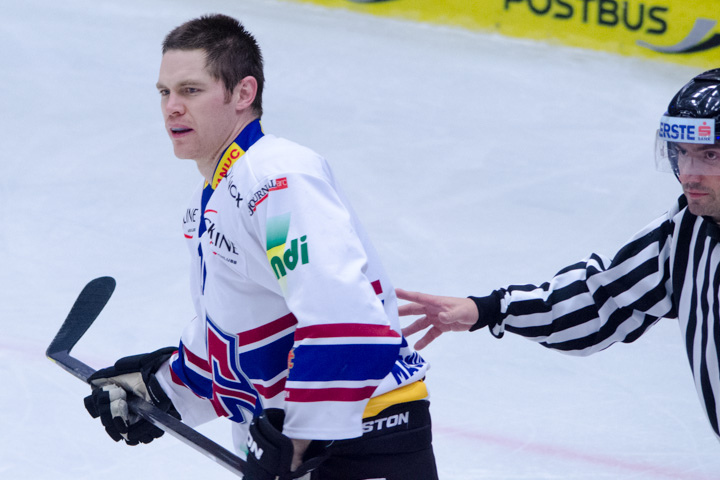
Ryan MacMurchy

- 16 mars : Ben Hebert, né à Régina, est un curleur canadien.
- 27 juillet : Drek Parker (né à Melville) est un joueur professionnel de hockey sur glace canadien.
- 27 août : Ryan MacMurchy (né à Regina) est un joueur professionnel de hockey sur glace canadien. Il évolue au poste d'ailier droit.
- 23 novembre : Tanner Glass (né à Regina) est un joueur professionnel de hockey sur glace canadien depuis 2007[1].

## Décès
- 22 février : Arthur Joseph Thibault, né le 21 février 1914 à Bonne Madone dans la province de la Saskatchewan et mort à Prince Albert est une personnalité politique fransaskoise, élu député à l'Assemblée législative de la Saskatchewan de 1959 à 1971.